# Sulcacis lengi
Sulcacis lengi är en skalbaggsart som beskrevs av Dury 1917. Sulcacis lengi ingår i släktet Sulcacis och familjen trädsvampborrare. Inga underarter finns listade i Catalogue of Life.